# Hugo Dubé
Pour les articles homonymes, voir Dubé.
Hugo Dubé (né le 1er juin 1965 à Montréal) est un acteur et conférencier québécois.

## Biographie
En 1983, il est diplômé du Séminaire de Sherbrooke en sciences humaines. En 1988, il obtient un DEC en théâtre du Cégep de Saint-Hyacinthe. En 1990, il rencontre Denise Blais. Ils ont deux enfants : Louis-Bernard et Hugues-Antoine.
En 1994, il apparaît dans le film : Octobre. À la télévision, il joue dans des séries télévisées : Ramdam, Providence et Série noire. En 2015, il joue dans le film La Nouvelle Vie de Paul Sneijder.
Depuis 1998, il est conférencier professionnel, il a donné des centaines de conférences dans plusieurs sphères de la collectivité tant au Québec que dans le reste du Canada. Il est également a Auteur du livre La créativité a 4 lettres : VOUS!.
Au théâtre, il joue dans des pièces : 24 poses et La vieille demoiselle. Il tourne également des publicités télévisées au Québec et en Europe.

## Filmographie

### Cinéma
- 1992 : Being at Home with Claude : un policier
- 1994 : Windigo : agent à l'embuscade
- 1994 : Octobre : un felquiste
- 1997 : Les Mille Merveilles de l'univers : un officier d'élite
- 1998 : C't'à ton tour, Laura Cadieux de Denise Filiatrault : contrôleur au métro Beaudry
- 2001 : La Forteresse suspendue : Louis-Georges Chabot
- 2004 : Monica la mitraille : enquêteur Allaire
- 2016 : La Chasse au collet : Alain
- 2016 : La Nouvelle Vie de Paul Sneijder : Jean Bréguet
- 2017 : Junior majeur d'Éric Tessier : Claude Parent
- 2024 : Nuit d'opéra cambodgien (court métrage) de Xu-Ming Lor : concierge

### Télévision
1988: la garderie des amis
- 1990 : Les Filles de Caleb (série télévisée) : Joachim Crête
- 1993 : Au nom du père et du fils (série télévisée) : Noc Touchelle
- 1993 : Blanche (série télévisée) : Joachim Crête
- 1995 : Les Grands Procès (série télévisée) : Frère Lambert
- 1996 : Omertà ("Omertà, la loi du silence") (série télévisée) : Pierre Paquette
- 1997 : Sauve qui peut! (série télévisée) : Me François Cormier
- 1997 : Les Bâtisseurs d'eau (série télévisée) : Charles Beaulieu
- 1997 : L'Enfant des Appalaches (TV) : Dubuc
- 1998 : Caserne 24 (série télévisée) : Joël Bigras
- 2000 : Willie (série télévisée) : Bobby Hachey
- 2001-2008 : Ramdam (série télévisée) : Claude L'Espérance
- 2004 : Temps dur (série télévisée) : Gilles Sauriol
- 2005 : Providence (série télévisée) : Bertrand Lavoie
- 2012 : Lance et compte (série télévisée) : Me Thomas Gauvin
- 2012 : 30 vies (série télévisée) : Nicolas Poulain
- 2013 : Série noire (série télévisée) : Claudio Brodeur, Patron du EGG
- 2015 :  Ruptures (série télévisée) : Maître Tremblay
- 2019-2022 : District 31 (série télévisée) : Commandant Carl St-Denis
- 2019-2024 : 5e rang (série télévisée) : Capitaine André Chouinard
- 20219 : Indéfendable (série télévisée) : Marc Fichaud

## Distinctions

### Récompenses
- 1995 : Prix Guy-L'Écuyer, Rendez-vous du cinéma québécois, pour son rôle dans octobre

### Nominations
- 2005 : Prix Gémeaux : Meilleure interprétation premier rôle masculin : téléroman, pour Providence
- 2005 : Prix Gémeaux : Meilleure interprétation rôle de soutien : jeunesse, pour Ramdam
- 2006 : Prix Gémeaux : Meilleure interprétation premier rôle masculin : téléroman, pour Providence
- 2007 : Prix Gémeaux : Meilleure interprétation premier rôle masculin : téléroman, pour Providence
- 2008 : Prix Gémeaux : Meilleure interprétation premier rôle masculin : téléroman, pour Providence
- 2009 : Prix Gémeaux : Meilleure interprétation premier rôle masculin : téléroman, pour Providence
- 2011 : Prix Gémeaux : Meilleure interprétation premier rôle masculin : téléroman, pour Providence
- 2014 : Prix Gémeaux : Meilleure interprétation rôle de soutien masculin : dramatique, pour Série Noire